# Sistema de Escuelas Públicas del Condado de Howard

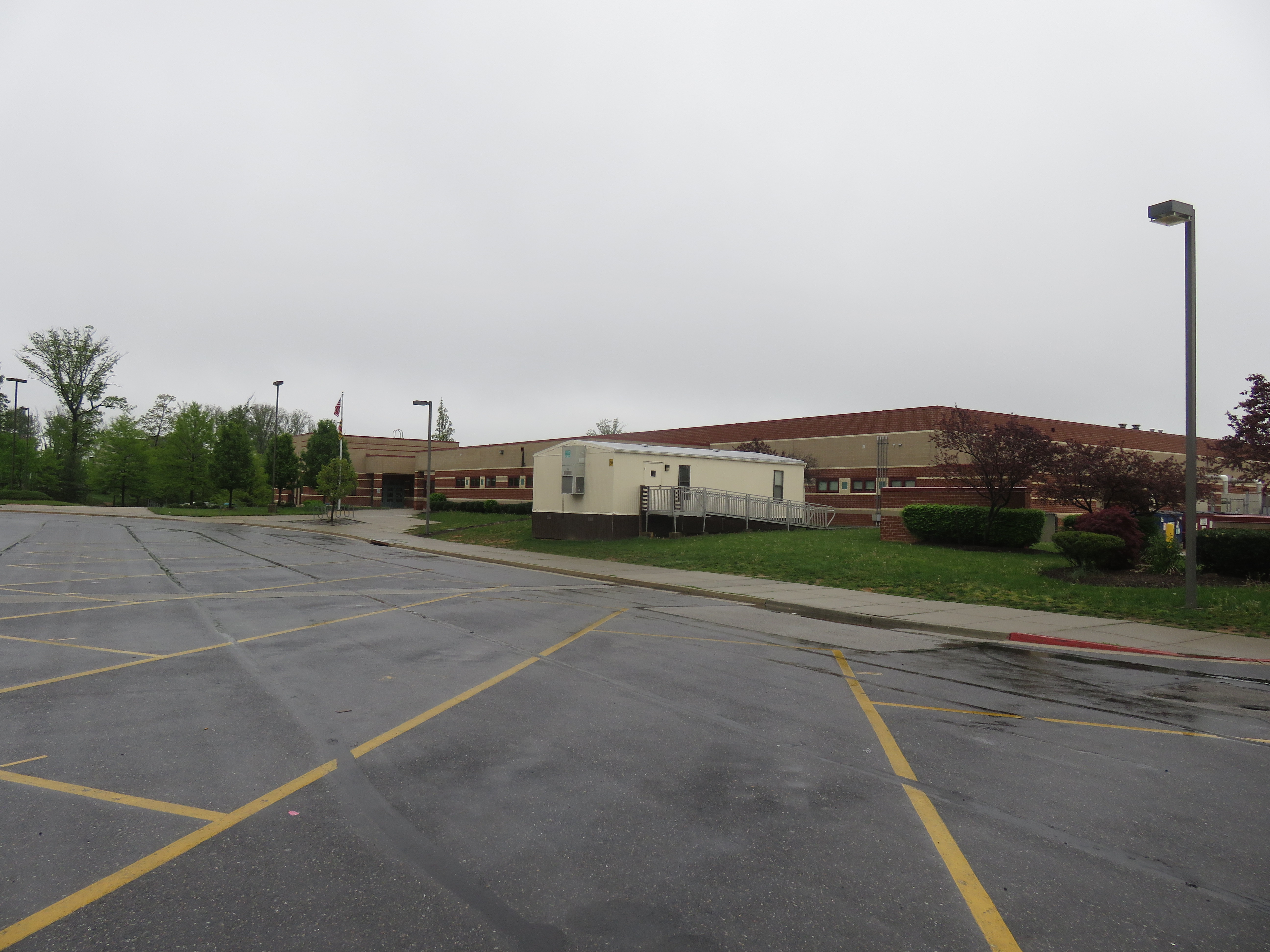
Afueras de la Howard Country Public School.

El Sistema de Escuelas Públicas del Condado de Howard (Howard County Public School System, HCPSS) es un distrito escolar de Maryland. Tiene su sede en Columbia. Tiene 74 escuelas, incluyendo 40 escuelas primarias, 19 escuelas medias, 12 escuelas preparatorias, y tres centros educativos. En el año escolar de 2011-2012 tenía 23.304 estudiantes de las escuelas primarias, 11.498 estudiantes de las escuelas medias, 16.516 estudiantes de las escuelas preparatorias, y 101 estudiantes de escuelas especiales.